# Lophocampa catenulata
Lophocampa catenulata är en fjärilsart som beskrevs av Jacob Hübner 1812. Lophocampa catenulata ingår i släktet Lophocampa och familjen björnspinnare. Inga underarter finns listade i Catalogue of Life.